# Hugo Goldschmidt
Hugo Goldschmidt, född 1859, död 1920, var en tysk musikskriftställare och sångpedagog.
Goldschmidt studerade 1887-90 sång hos Julius Stockhausen, var 1893-1905 meddirektör vid Scharwenka-Klindworths konservatorium i Berlin och bodde senare i Nice och Wiesbaden. Av Goldschmidts muisk och särskilt sångvetenskapliga studier märks Die italienische Gesangsmethode des 17. Jahrhunderts (1890), Handbuch er deutschen Gesangspädagogik (1896), Studien zur Geschichte der italienischen Oper im 17. Jahrhundert (2 band, 1901-04), Die Lehre von der vokalen Ornamentik (1907), samt Geschichte der Musikästhetik im 18. Jahrhundert (1915).